# رمشایه
کورتاشه، روستایی از توابع بخش کلاچای  شهرستان رودسر  در استان گیلان ایران است.

## جمعیت
این روستا در دهستان شبخوس‌لات قرار دارد و براساس سرشماری مرکز آمار ایران در سال ۱۳۸۵، جمعیت آن ۲۱۶ نفر (۶۰خانوار) بوده‌است.